# Saturnalia (escultura)
Saturnalia es el nombre de un grupo escultórico hecho en bronce patinado que representa la festividad homónima que se practicaba en la Roma antigua y finalizaba con la realización de orgías y gente emborrachándose. La obra, realizada en 1900, es del italiano Ernesto Biondi y recibió críticas contrarias debido a la temática que en ella se representaba.
La escultura original se encuentra en la Galería de Arte Moderno de Roma, mientras que en el Jardín Botánico de Buenos Aires se halla una copia realizada en 1909.

## Historia
En el año 1900, el italiano Ernesto Biondi (1855-1917), exhibió su obra Saturnalia en la Exposición de París, en la cual había trabajado los últimos diez años, y obtuvo el primer premio.
En la obra están representadas diez figuras, de distintas clases sociales de la Roma antigua: desde prostitutas y esclavos hasta patricios y gladiadores, tomando parte de la Saturnalia, fiesta en honor al Dios Saturno, que consistía en beber y comer en abundancia para luego dedicarse al placer en una orgía desenfrenada. Todas las figuras mostraban un aire de decadencia y a muchos no les gustó el trabajo por su temática.
El argentino Hernán Cullen Ayerza (escultor, abogado y diplomático), la adquirió en 1907, cuando era secretario de la embajada en Roma, y había estudiado con Biondi. Le propuso a éste realizar un calco de la obra con la idea de venderla a la Municipalidad de Buenos Aires, para embellecer la ciudad. Así surgió la única copia de la obra, que al llegar a Buenos Aires, el 14 de febrero de 1910, tuvo que permanecer en la aduana hasta 1912, pues no contó con el apoyo de los funcionarios porteños debido a la temática de la obra. Entonces Ayerza la emplazó en el jardín de su residencia (Esmeralda 1275). Cuando murió, en 1957, siguiendo lo expresado en su testamento, fue donada al Museo Nacional de Bellas Artes, en Buenos Aires. Pero en corto tiempo el museo la entregó en calidad de préstamo a la Municipalidad, quien la conservó en depósito. En 1963, a las dos semanas de la asunción del presidente Arturo Umberto Illia, se la ubicó en el Club Ciudad de Buenos Aires. Durante el auto llamado Proceso de Reorganización Nacional, última dictadura militar argentina (1976-1983), se la trasladó al Centro Cultural General San Martín, pero en 1981 se decidió censurarla y quedó perdida en un depósito municipal.
En 1987, ya en un gobierno democrático, fue rescatada, cubierta de estiércol, de unas caballerizas. Entonces, en 1988, se la emplazó en su ubicación actual, en el Jardín Botánico Carlos Thays.

## Descripción
Se trata de una obra encuadrada dentro del tardo romanticismo italiando de fines del siglo XIX.
La escultura en bronce, de llamativa composición y desarrollada en forma horizontal, representa la fiesta pagana dedicada a Saturno. Muestra a un grupo de diez romanos y romanas, tres en cada extremo y cuatro en el centro, realizados en un tamaño realista, con vestimenta de la época del imperio, saliendo de una  fiesta lujuriosa, abrazados, borrachos y exultantes.
La escultura expresa un movimiento vivo y desenvuelto: si se la observa de frente puede apreciarse, a la derecha, a un grupo de tres personas borrachas conformado por un patricio, que intenta poner en pie a un obeso sacerdote y arrastra a otro. Son  observados por un joven o niño entre asombrado y divertido, que está en el grupo del centro apartando al gordo sacerdote que a su vez extiende su diestra hacia una patricia de ese grupo. Ésta, como todos, ríe y a su vez retrocede con gesto desagradable, apoyándose sobre el hombro de un gladiador. Este observa la escena mientras toma del hombro a una aparente prostituta, protegiéndola.
El conjunto se completa con el tercer grupo compuesto por un soldado que toma del brazo a un esclavo que avanza y abraza además a un músico que toca un instrumento similar a un aulós.
Distintas inscripciones explican la idea de la obra:

Lloro la muerte en todo el mundo, el Imperio romano desaparece. San Jerónimo

Ha hecho más vencidos, la lujuria, que las armas crueles. Juvenal

Conviene estar fuerte ante los emperadores y si en la adversidad, se cae bajo la presión de ellos, no conviene dirigirse a Roma. Juvenal